# Vitor Belfort
Vitor Vieira Belfort (Río de Janeiro, 1 de abril de 1977) es un artista marcial mixto brasileño retirado que compitió en la categoría de peso medio. Estuvo en compañías como Ultimate Fighting Championship, Strikeforce, Pride, entre otras. Belfort ha sido Campeón de Peso Semipesado de UFC en una ocasión y campeón del torneo UFC 12 en la categoría de peso pesado, famoso por sus rápidos puños y su devastador poder de knock-out, Belfort es considerado por muchos uno de los mejores peleadores en la historia de las artes marciales mixtas y una verdadera leyenda dentro de este deporte. 
El 12 de mayo de 2018 anuncia su retiro oficial de las MMA, dejando un gran legado.

## Carrera en artes marciales mixtas
A la edad de 19 años, Belfort llegó a los Estados Unidos para competir. En su primera pelea de artes marciales mixtas, en el evento llamado Superbrawl en Hawái, su oponente fue Jon Hess, a quien el joven brasileño derrotó en 12 segundos por nocaut, a pesar de que Hess tuviera una ventaja en altura de casi 20 centímetros y una ventaja de más de 45 kilos de peso sobre Belfort.

### Ultimate Fighting Championship
Poco después, pasó a competir en el UFC, donde se le dio el apodo de The Phenom. Venció a dos peleadores en su evento debut en el UFC, ganando el torneo de peso pesado de UFC 12. A los 19 años, Belfort se convirtió en el peleador más joven en conseguir una victoria en el octágono. En la siguiente pelea Belfort noqueó al subcampeón de UFC 6 Tank Abbott en una pelea fuera del torneo, golpeando a Abbott en a ras de lona y terminándolo on su ground and pound.
En 1997, Belfort se enfrentó contra el peleador estadounidense en lucha grecorromana Randy Couture, esta fue la primera de tres peleas que tendrían. Belfort fue derrotado por nocaut técnico a los 8:16. Sus habilidades de boxeo fueron negadas por las costuras de hacerse con la lucha.
Después de esta derrota, Belfort pelearía dos veces más en el UFC. La primera de estas peleas fue contra un compañero de entrenamiento suyo, Joe Charles, a quien derrotó rápidamente a través de una sumisión de armbar sin lanzar un solo golpe. Un año más tarde, Belfort se enfrentó a la estrella en ascenso de Brasil y el futuro campeón de peso medio de PRIDE Wanderlei Silva. Belfort consiguió conectar un cross de izquierda, Belfort le persiguió a través de la jaula con una andanada de golpes, para finalmente derrotar a Silva en tan solo 44 segundos por nocaut técnico.

#### Oportunidad por el Campeonato de Peso Semipesado
Se esperaba que Belfort se enfrentara a Alan Belcher el 13 de octubre de 2012 en UFC 153. Sin embargo, reemplazó a Lyoto Machida en una pelea contra Jon Jones en UFC 152 por el Campeonato de Peso Semipesado de UFC después de que Machida rechazara la pelea debido a la falta de tiempo para entrenar antes de la pelea. A pesar de casi someter a Jones a través de una llave de brazo en la primera ronda, fue dominado durante el resto de la pelea y finalmente fue sometido por Jones con una sumisión americana en la cuarta ronda.

#### Retorno al peso medio
Belfort se enfrentó a Michael Bisping el 19 de enero de 2013 en  UFC on FX 7, ganando por nocaut técnico debido a una patada en la cabeza y golpes al 1:27 de la segunda ronda. Tras el evento, Belfort obtuvo el premio al KO de la Noche.
Belfort se enfrentó al último campeón de peso medio de Strikeforce y el que era su debut con la promoción Luke Rockhold el 18 de mayo de 2013 en UFC on FX 8. Belfort derrotó a Rockhold por nocaut en la primera ronda. Tras el evento, Belfort obtuvo el premio al KO de la Noche.
Belfort se enfrentó a Dan Henderson en una revancha de peso semipesado el 9 de noviembre de 2013 en UFC Fight Night 32. Henderson derrotó a Belfort en su primer encuentro en 2006 en PRIDE 32 por decisión unánime. Belfort derrotó a Henderson por nocaut con una patada a la cabeza en la primera ronda. Tras el evento, Belfort ganó su tercer premio consecutivo al KO de la Noche.
El 23 de mayo de 2015, Belfort se enfrentó a Chris Weidman por el campeonato de peso medio en UFC 187. Belfort perdió la pelea por nocaut técnico en la primera ronda.
El 7 de noviembre de 2015, Belfort se enfrentó a Dan Henderson en UFC Fight Night 77. Belfort ganó la pelea por nocaut en la primera ronda, ganando así el premio a la Actuación de la Noche.
Belfort se enfrentó a Ronaldo Souza el 14 de mayo de 2016 en UFC 198. Belfort perdió la pelea por nocaut técnico en la primera ronda.
Una pelea largamente discutida con Gegard Mousasi tuvo lugar el 8 de octubre de 2016 en UFC 204. Belfort perdió la pelea vía TKO en la segunda ronda.
Belfort se enfrentó a Kelvin Gastelum el 11 de marzo de 2017 en UFC Fight Night 106. Perdió la pelea en la primera ronda, inicialmente por K.O. Sin embargo, Gastelum dio positivo posteriormente por marihuana y el resultado fue cambiado a nulo.
Belfort se enfrentó a Nate Marquardt el 3 de junio de 2017 en el UFC 212. Ganó la pelea por decisión unánime, su primer triunfo por decisión en casi una década.
Belfort se enfrentó a Lyoto Machida el 12 de mayo de 2018 en el UFC 224. Perdió la pelea por nocaut en la segunda ronda. Después de la pelea, Belfort anunció su retiro de las Artes Marciales Mixtas.

### PRIDE Fighting Championships
Vítor pasó para combatir en el PRIDE de Japón. Su primer rival fue Kazushi Sakuraba en 1999. Vítor controló los primeros minutos de la pelea antes de romperse la mano, el resto de la pelea Sakuraba pisoteó y pateó a Belfort. Después de la pelea dejó de entrenar con Carlson Gracie y comenzó a entrenar con Brazilian Top Team.
Se enfrentó contra Alistair Overeem, Gilbert Yvel, Daijiro Matsui, Bobby Southworth, y Heath Herring. En estos combates Belfort utilizó sus habilidades de stand-up en huelga menos y en vez controlaba las peleas y ganó por las tácticas ground-and-pound, con la excepción de su pelea con Southworth, que ganó a través rear naked choke en la primera ronda. Sin embargo, en la primera ronda del Grand Prix de Peso Medio 2005 se enfrentó a Alistair Overeem perdiendo en la primera ronda por una sumisión de guillotina.

## Vida personal
Vítor nació el 1 de abril de 1977 en Río de Janeiro, Brasil, en una familia de ascendencia francesa y griega. Belfort está casado con Joana Prado y juntos tienen tres hijos: Davi (5 de febrero de 2005), Vitória (31 de octubre de 2007), y Kyara (7 de junio de 2009).
Belfort también tuvo un pequeño papel en un reality show en la televisión brasileña y apareció junto con su esposa cuando ella fue fotografiada para la edición brasileña de Playboy.
El 9 de enero de 2004, la hermana de Vítor, Priscila Belfort desapareció y los familiares no recibieron ninguna información sobre ella. En agosto de 2007, una mujer (identificada como Elaine Paiva) confesó que había participado en su secuestro y asesinato y que fue secuestrada para pagar una deuda de cuatro mil dólares que tenía con unos traficantes de drogas. Paiva fue detenida junto con otras tres personas presuntamente involucradas en el secuestro. El grupo supuestamente enterró su cuerpo en el bosque en Río de Janeiro, donde la policía realizó búsquedas pero sus restos nunca han sido encontrados. Su familia sin embargo no acepta esta versión y cree que Priscila sigue viva en alguna parte.
Belfort habla Portugués, Inglés y Español.
Belfort es un cristiano dedicado y da su vida primero a Jesús que él dice le da la paz. Belfort cree que la clave más importante para su éxito y longevidad en el deporte es que él es feliz con lo que hace. "Solo le agradezco a Dios todos los días. Estoy feliz. Estoy sano. El fondo es que es solo la forma en que tratan la vida y la vida te tratará de nuevo. Asegúrese de que usted es feliz con lo que está pasando en su vida. Creo que la clave de la vida es ser feliz con lo que está delante de ti, y la decisión de mi vida está en Dios y Dios sabe qué es lo mejor para mí". Belfort también apareció en el vídeo testimonial I Am Second, en que comparte su historia de su fe en Jesucristo.

## Campeonatos y logros
| - Ultimate Fighting Championship - Campeón de Peso Semipesado de UFC (Una vez) - Campeón del Torneo Peso Pesado de UFC 12 - KO de la Noche (Cinco veces) - Actuación de la Noche (Una vez) - Cage Rage Championships - Campeón de Peso Semipesado (Una vez) - World MMA Awards - KO del Año (2013) vs. Luke Rockhold - Sherdog - Equipo más Violento (2013) | - ADCC Submission Wrestling World Championship - ADCC 2001 división absoluta - Medalla de bronce |

## Record en artes marciales mixtas
| Resultado     | Récord    | Oponente          | Método                            | Evento                                   | Fecha                    | Ronda | Tiempo | Localización            | Notas                                                            |
| ------------- | --------- | ----------------- | --------------------------------- | ---------------------------------------- | ------------------------ | ----- | ------ | ----------------------- | ---------------------------------------------------------------- |
| Derrota       | 26–14 (1) | Lyoto Machida     | KO (patada frontal)               | UFC 224                                  | 12 de mayo de 2018       | 2     | 1:00   | Río de Janeiro          | Anunció su retiro luego de la pelea.                             |
| Victoria      | 26–13 (1) | Nate Marquardt    | Decisión (unánime)                | UFC 212                                  | 3 de junio de 2017       | 3     | 5:00   | Río de Janeiro          |                                                                  |
| Sin resultado | 25–13 (1) | Kelvin Gastelum   | NC                                | UFC Fight Night: Belfort vs. Gastelum    | 11 de marzo de 2017      | 1     | 3:52   | Fortaleza, Brasil       | NC por uso de un derivado de la marihuana por parte de Gastelum. |
| Derrota       | 25–13     | Gegard Mousasi    | TKO (golpes)                      | UFC 204                                  | 8 de octubre de 2016     | 2     | 2:43   | Mánchester              |                                                                  |
| Derrota       | 25–12     | Ronaldo Souza     | TKO (golpes)                      | UFC 198                                  | 14 de mayo de 2016       | 1     | 4:38   | Curitiba                |                                                                  |
| Victoria      | 25–11     | Dan Henderson     | KO (patada a la cabeza y golpes)  | UFC Fight Night: Belfort vs. Henderson 3 | 7 de noviembre de 2015   | 1     | 2:07   | São Paulo               | Actuación de la Noche.                                           |
| Derrota       | 24–11     | Chris Weidman     | TKO (golpes)                      | UFC 187                                  | 23 de mayo de 2015       | 1     | 2:53   | Las Vegas, Nevada       | Por el Campeonato de Peso Medio de UFC.                          |
| Victoria      | 24–10     | Dan Henderson     | KO (patada a la cabeza)           | UFC Fight Night: Belfort vs. Henderson   | 9 de noviembre de 2013   | 1     | 1:17   | Goiânia                 | KO de la Noche. Pelea Peso Semipesado.                           |
| Victoria      | 23–10     | Luke Rockhold     | KO (patada giratoria y golpes)    | UFC on FX: Belfort vs. Rockhold          | 18 de mayo de 2013       | 1     | 2:32   | Jaraguá do Sul          | KO de la Noche; KO del Año (2013).                               |
| Victoria      | 22–10     | Michael Bisping   | TKO (patada a la cabeza y golpes) | UFC on FX: Belfort vs. Bisping           | 19 de enero de 2013      | 2     | 1:27   | São Paulo               | KO de la Noche.                                                  |
| Derrota       | 21–10     | Jon Jones         | Sumisión (americana)              | UFC 152                                  | 22 de septiembre de 2012 | 4     | 0:54   | Toronto                 | Por el Campeonato de Peso Semipesado de UFC.                     |
| Victoria      | 21–9      | Anthony Johnson   | Sumisión (rear-naked choke)       | UFC 142                                  | 14 de enero de 2012      | 1     | 4:49   | Río de Janeiro          | Peso acordado de 197 libras (89 kg).                             |
| Victoria      | 20–9      | Yoshihiro Akiyama | KO (golpes)                       | UFC 133                                  | 6 de agosto de 2011      | 1     | 1:52   | Filadelfia, Pensilvania | KO de la Noche.                                                  |
| Derrota       | 19–9      | Anderson Silva    | KO (patada frontal y golpes)      | UFC 126                                  | 5 de febrero de 2011     | 1     | 3:25   | Las Vegas, Nevada       | Por el Campeonato de Peso Medio de UFC.                          |
| Victoria      | 19–8      | Rich Franklin     | KO (golpes)                       | UFC 103                                  | 19 de septiembre de 2009 | 1     | 3:02   | Dallas, Texas           | Peso acordado de 195 libras (88 kg); KO de la Noche.             |
| Victoria      | 18–8      | Matt Lindland     | KO (golpes)                       | Affliction: Day of Reckoning             | 24 de enero de 2009      | 1     | 0:37   | Anaheim, California     |                                                                  |
| Victoria      | 17–8      | Terry Martin      | KO (golpes)                       | Affliction: Banned                       | 19 de julio de 2008      | 2     | 3:12   | Anaheim, California     | Debut en peso medio.                                             |
| Victoria      | 16–8      | James Zikic       | Decisión (unánime)                | Cage Rage 23                             | 22 de septiembre de 2007 | 3     | 5:00   | Londres                 | Ganó el Campeonato de Peso Semipesado de Cage Rage.              |
| Victoria      | 15–8      | Ivan Serati       | TKO (golpes)                      | Cage Rage 21                             | 21 de abril de 2007      | 1     | 3:47   | Londres                 |                                                                  |
| Derrota       | 14–8      | Dan Henderson     | Decisión (unánime)                | PRIDE 32                                 | 21 de octubre de 2006    | 3     | 5:00   | Las Vegas, Nevada       | Positivo a la prueba de los niveles elevados de testosterona.    |
| Victoria      | 14–7      | Kazuo Takahashi   | KO (golpe)                        | PRIDE Critical Countdown Absolute        | 2 de julio de 2006       | 1     | 0:36   | Saitama                 |                                                                  |
| Derrota       | 13–7      | Alistair Overeem  | Decisión (unánime)                | Strikeforce: Revenge                     | 9 de junio de 2006       | 3     | 5:00   | San José, California    | Peso acordado de 210 libras (95 kg).                             |
| Victoria      | 13–6      | Antony Rea        | KO (golpes)                       | Cage Rage 14                             | 3 de diciembre de 2005   | 2     | 1:14   | Londres                 |                                                                  |
| Derrota       | 12–6      | Alistair Overeem  | Sumisión (guillotine choke)       | PRIDE Total Elimination 2005             | 23 de abril de 2005      | 1     | 9:36   | Osaka                   |                                                                  |
| Derrota       | 12–5      | Tito Ortiz        | Decisión (dividida)               | UFC 51                                   | 5 de febrero de 2005     | 3     | 5:00   | Las Vegas, Nevada       |                                                                  |
| Derrota       | 12–4      | Randy Couture     | TKO (parada médica)               | UFC 49                                   | 21 de agosto de 2004     | 3     | 5:00   | Las Vegas, Nevada       | Perdió el Campeonato de Peso Semipesado de UFC.                  |
| Victoria      | 12–3      | Randy Couture     | TKO (corte)                       | UFC 46                                   | 31 de enero de 2004      | 1     | 0:49   | Las Vegas, Nevada       | Ganó el Campeonato de Peso Semipesado de UFC.                    |
| Victoria      | 11–3      | Marvin Eastman    | TKO (rodillazos y golpes)         | UFC 43                                   | 6 de junio de 2003       | 1     | 1:07   | Las Vegas, Nevada       |                                                                  |
| Derrota       | 10–3      | Chuck Liddell     | Decisión (unánime)                | UFC 37.5                                 | 22 de junio de 2002      | 3     | 5:00   | Las Vegas, Nevada       |                                                                  |
| Victoria      | 10–2      | Heath Herring     | Decisión (unánime)                | PRIDE 14                                 | 27 de mayo de 2001       | 3     | 5:00   | Yokohama                |                                                                  |
| Victoria      | 9–2       | Bobby Southworth  | Sumisión (rear-naked choke)       | PRIDE 13                                 | 25 de marzo de 2001      | 1     | 4:09   | Saitama                 |                                                                  |
| Victoria      | 8–2       | Daijiro Matsui    | Decisión (unánime)                | PRIDE 10                                 | 27 de agosto de 2000     | 2     | 10:00  | Saitama                 |                                                                  |
| Victoria      | 7–2       | Gilbert Yvel      | Decisión (unánime)                | PRIDE 9                                  | 4 de junio de 2000       | 2     | 10:00  | Nagoya                  |                                                                  |
| Derrota       | 6–2       | Kazushi Sakuraba  | Decisión (unánime)                | PRIDE 5                                  | 29 de abril de 1999      | 2     | 10:00  | Nagoya                  |                                                                  |
| Victoria      | 6–1       | Wanderlei Silva   | TKO (golpes)                      | UFC Brazil                               | 16 de octubre de 1998    | 1     | 0:44   | São Paulo               | Debut en peso semipesado.                                        |
| Victoria      | 5–1       | Joe Charles       | Sumisión (armbar)                 | UFC Japan                                | 21 de diciembre de 1997  | 1     | 4:03   | Yokohama                |                                                                  |
| Derrota       | 4–1       | Randy Couture     | TKO (golpes)                      | UFC 15                                   | 17 de octubre de 1997    | 1     | 8:16   | Bay St. Louis           | Eliminatoria por el título.                                      |
| Victoria      | 4–0       | Tank Abbott       | TKO (golpes)                      | UFC 13                                   | 30 de mayo de 1997       | 1     | 0:52   | Augusta, Georgia        |                                                                  |
| Victoria      | 3–0       | Scott Ferrozzo    | TKO (golpes)                      | UFC 12                                   | 7 de febrero de 1997     | 1     | 0:43   | Dothan, Alabama         | Ganó el Torneo de Peso Pesado de UFC 12.                         |
| Victoria      | 2–0       | Tra Telligman     | TKO (corte)                       | UFC 12                                   | 7 de febrero de 1997     | 1     | 1:17   | Dothan, Alabama         |                                                                  |
| Victoria      | 1–0       | Jon Hess          | KO (golpes)                       | SuperBrawl 2                             | 11 de octubre de 1996    | 1     | 0:12   | Honolulu, Hawái         |                                                                  |

## Récord en boxeo

### Profesional
| Récord profesional | Récord profesional | Récord profesional |
| 2 peleas           | 2 victorias        | 0 derrotas         |
| Nocaut             | 1                  | 0                  |
| Decisión           | 1                  | 0                  |
| ------------------ | ------------------ | ------------------ |

| Resultado | Récord | Rival           | Método | Asalto - Tiempo | Fecha               | Localización                                | Notas |
| Victoria  | 2-0    | Ronaldo Souza   | UD     | 6               | 1 de abril de 2023  | Fiserv Forum, Milwaukee, Wisconsin,         |       |
| Victoria  | 1-0    | Josemario Neves | KO     | 1 (4) - 1:01    | 11 de abril de 2006 | Antonio Balbino Gymnasyum, Salvador, Bahia, |       |

### Exhibición
| 1 peleas | 1 victorias | 0 derrotas |
| Nocaut   | 1           | 0          |
| -------- | ----------- | ---------- |

| Resultado | Récord | Rival             | Método | Asalto - Tiempo | Fecha                    | Localización                                          | Notas |
| Victoria  | 1-0    | Evander Holyfield | TKO    | 1 (8) - 1:49    | 11 de septiembre de 2021 | Seminole Hard Rock Hotel & Casino, Hollywood, Florida |       |